# Diner met Booker T. Washington in het Witte Huis

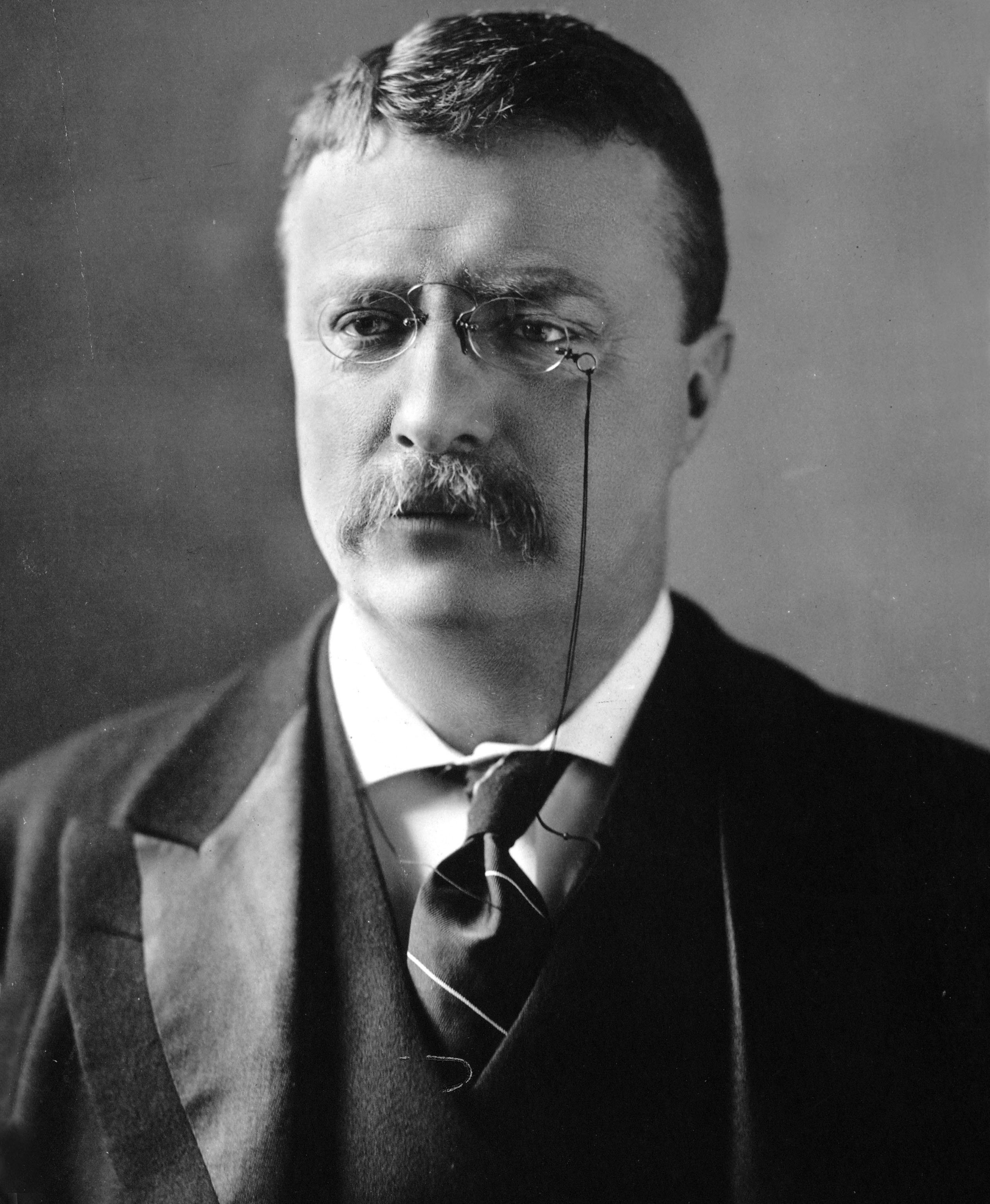
President Theodore Roosevelt.

Het diner met Booker T. Washington in het Witte Huis vond plaats op 16 oktober 1901, toen de Amerikaanse president Theodore Roosevelt, kort nadat hij was verhuisd naar het Witte Huis in Washington, de Afro-Amerikaanse voorman Booker T. Washington uitnodigde voor een diner met hem en zijn gezin. Het diner lokte een stroom van verontwaardiging uit bij zuidelijke politici en pers. Deze reacties hadden tot gevolg dat het Witte Huis zijn gebruiken aanpaste en geen Afro-Amerikaan meer zou worden uitgenodigd voor een diner gedurende bijna dertig jaar.

## Achtergrond
Toen president Theodore Roosevelt nog gouverneur van New York was, nodigde hij regelmatig zwarte gasten uit voor een diner. Soms bleven zij ook bij hem overnachten. In 1798 dineerde president John Adams in het President's House in Philadelphia, Pennsylvania met Joseph Bunel, een blanke vertegenwoordiger van de regering van Haïti, en diens zwarte vrouw. De presidenten Abraham Lincoln, Ulysses S. Grant, Rutherford Hayes en Grover Cleveland hadden ook zwarten ontvangen in het Witte Huis, waaronder Frederick Douglass en Sojourner Truth. Op uitnodiging van first lady Lucy Webb Hayes werd Marie Selika Williams de eerste Afro-Amerikaanse professionele musicus die in het Witte Huis werd ontvangen.

## Reacties
Daags na het diner van president Theodore Roosevelt met Booker T. Washington vaardigde het Witte Huis een verklaring uit die luidde: "Booker T Washington van Tuskegee, Alabama, dineerde gisterenavond met de President." Onmiddellijk leidde dit tot aanhoudende en gemene kritiek bij zuiderse politici en in de zuiderse pers. James K. Vardaman, een Democraat uit de staat Mississippi verklaarde dat het Witte Huis "zo verzadigd was van de geur van de neger dat de ratten hun toevlucht hadden gezocht in de stal". De Memphis Scimitar had het over "de meest vervloekte schande die ooit is gepleegd door een burger van de Verenigde Staten." Op 25 oktober 1901 publiceerde de Sedalia Sentinel uit Missouri een gedicht met als titel "Niggers in the White House", waarin men suggereerde dat de dochter van de president met Washington zou moeten trouwen. De Democratische senator Benjamin Tillman van South Carolina zei dan weer: "we zullen duizend nikkers moeten doden om ze weer op hun plaats te krijgen." In het noorden van de Verenigde Staten was de pers genuanceerder. Zij erkende de verwezenlijkingen van Washington en suggereerde dat het diner een poging was van Roosevelt om te benadrukken dat hij de president was van alle burgers.
Binnen de Afro-Amerikaanse gemeenschap werd het diner in het algemeen positief onthaald, bijvoorbeeld door Henry McNeal Turner, die zei dat Washington een grote vertegenwoordiger was van de zwarten, niettegenstaande zijn conservatieve opvattingen. Andere prominente Afro-Amerikanen zoals William Monroe Trotter, een radicale tegenstander van Washington, stelde bijvoorbeeld dat Washington "een hypocriet was die sociale segregatie tussen blanken en zwarten steunde door in het Witte Huis te dineren."
Aanvankelijk reageerde het Witte Huis op de verontwaardiging in het zuiden door te beweren dat de maaltijd niet had plaatsgevonden en dat de echtgenote en het gezin van Roosevelt niet aanwezig was geweest op een diner met een zwarte man, terwijl sommige personeelsleden van het Witte Huis zeiden dat het om een lunch ging en geen avondmaaltijd.
107 jaar later, op 4 november 2008 verwees senator van Arizona John McCain naar het diner van Roosevelt en Washington in zijn toespraak waarin hij zijn nederlaag toegaf in de Amerikaanse presidentsverkiezingen van 2008 ten opzichte van de nieuwverkozen president Barack Obama, de eerste Afro-Amerikaanse president van de Verenigde Staten. Hij zei toen:
Een eeuw geleden werd de uitnodiging van president Theodore Roosevelt aan Booker T. Washington om in het Witte Huis te dineren in veel kringen als een schande beschouwd. Vandaag is Amerika zeer ver verwijderd van de wrede en angstaanjagende onverdraagzaamheid van die tijd. Daar is geen beter bewijs van dan de verkiezing van een Afro-Amerikaan tot president van de Verenigde Staten.— Senator John McCain, 4 november 2008.